# Ярина, Виктор Степанович
Виктор Степанович Ярина (настоящая фамилия — Писаревский) (укр. Ві́ктор Степа́нович Яри́на ; 1901, Константиноград (ныне Красноград, Харьковская область, Украина) — 7 июля 1928) — украинский советский писатель

, журналист.

## Биография
Родился в семье рабочего-слесаря. После окончания гимназии работал в советских учреждениях родного города. С 1920 по 1924 год служил в рядах РККА, работал журналистом.
Умер от чахотки в противотуберкулёзном санатории под Киевом.

## Творчество
Печататься начал в 1928 году. Первый рассказ «За красный галстук» был напечатано в журнале «Красные цветы». Помещал свои произведения в журналах «Всесвіт», «Червоний шлях» и других журналах. Был членом организации крестьянских писателей «Плуг» и левой литературной группы «Авангард».
Автор новелл. Сатирик. Как в новеллах, так и в своих сатирических произведениях и юморесках использовал классический приём сна, создавал всегда интересную сюжетную линию, которую легко закончить пробуждением. Этим приёмом он написал «От так, як бачите», «Мара», «Чортівня».
Отдельно вышли сборники рассказов: «Ледяні деталі», «Роси» (1928), «Вася-губернатор», «Чортова машина» (1929), «Збірка творів» (1930). Его жена, С. Белоус, после смерти мужа издала сборник фантастических рассказов В. Ярины.